# 한중일 투자보장협정
한중일 투자보장협정은 대한민국과 중국·일본 3국 간에 체결된 최초의 경제협정이다.

## 개요
한중일 투자협정은 외국인투자가에 대한 내국민대우의 예외조치를 국가 안보 및 국가 경제의 건전한 발전을 위한 경우로 엄격히 제한하고 있으며 정부가 이행요건을 부과할 수 없는 대상에 수출과 기술이전 등을 포함하고 있다. 또 국내 투자자의 지적재산권 보호가 중국에서 한층 강화되도록 했으며 유령회사의 경우 투자협정의 혜택을 받을 수 없게 규정하기도 했다. 각 나라의 세정당국이 투자자에 대해 조세조치를 취할 경우 수용과 보상 조항이 적용되고 투자자의 이의 제기와 권리구제 수단도 확대된다.

## 공식 발효
대한민국 외교부는 5월 15일에 지난 2012년 협상이 타결돼 같은 해 5월 한중일 정상회의에서 서명한 한중일 투자협정이 지난달 중국 국무원의 승인을 끝으로 삼국의 국내 절차가 완료돼 17일부터 발효된다고
밝혔다. 한국은 일본과 이번 3국간 투자협정보다 높은 수준의 협정을 맺고 있지만 중국과는 기존 협정보다 한중일 투자협정 수준이 크게 향상된 것이어서 대중 투자의 안전성 강화와 향후 투자 확대에 기대를 모으고 있다.

## 같이 보기
- 한중일 정상회의
- 한중 투자보장협정
- 한일 투자보장협정